# سمة بيس المميزة
سمة بيس ((بالإنجليزية: BIS)‏) هي سمة لوضع العلامات المميزة للذهب وكذلك المصوغات الفضية التي تُباع في الهند والتي تثبت نقاء المعدن وجودته. وهذه السمة توضح أن قطع المصوغات تُحقق مجموعة من المعايير التي وضعها مكتب المعايير الهندية، وهو منظمة وطنية قومية هندية للمعايير القياسية.
وتعد الهند هي ثانى أكبر سوق للذهب والمجوهرات. وتستورد الهند ما يزيد عن 1000 طن سنويا (بما في ذلك الذهب غير القابل للتضخم أو التضاعف) مع الإنتاج المحلى غير المناسب. وتقدر واردات الذهب السنوية بقرابة 50 مليار دولار أمريكى، وتأتي بعد واردات النفط الخام التي تزيد من العجز التجارى.

## الذهب
بدأ نظام BIS بوضع العلامات المميزة للمجوهرات الذهبية في أبريل عام 2000.
نجد أن المواصفات القياسية التي تحكم هذا النظام هي:
رقم 1417 (درجات من الذهب / سبائك الذهب / المصوغات / المصنوعات اليدوية)
رقم 1418( فحص الذهب في سبائك الذهب / السبائك الذهبيه والمجوهرات/المصنوعات اليدوية الذهبية)
رقم2790 (مبادئ توجيهية لتصنيع سبائك الذهب قيراط 23 و22 و22 و20 و19 و18 و17 و16 و14 و9)
رقم 3095(التحام الذهب للاستخدام في صناعه المجوهرات)
تتكون علامة BIS المميزة للمجوهرات الذهبية من عدة مكونات:
- وجود ختم / شعار بيس BIS
- نقاء الذهب (22,916 مقابل 22 قيراط، 18,750 مقابل 18 قيراط و14,585 مقابل 14 قيراط)
- وجود ختم / شعار مركز الفحص
- وجود ختم / رمز من الصائغ.